# Якимович Наталія Ярославівна
Ната́лія Яросла́вівна Якимо́вич (нар. 10 січня 1980, Львів) — українська журналістка, телеведуча, продюсерка. Галеристка, засновниця української галереї в Берліні Serpen Gallery. 

## Життєпис
Народилася в сім'ї журналістів. Навчалась на факультеті журналістики Львівського університету, який закінчила з відзнакою. Ще студенткою почала працювати на телеканалі СТБ (ведучою та редактором програми "Вікна" і "Вікна.Опівночі", була продюсеркою та редакторкою політичних дебатів «Партія, панове!»).
2002 — редакторка, журналістка фільму «Обличчя протесту».
З 2005 року ведуча новин та гостьових студій на 5 каналі
У рейтингу журналу «Фокус» за 2006 рік на 24 місці серед сотні найкращих телеведучих України
Від березня 2007 — ведуча Новин, авторка і продюсерка проєкту «Обличчя. СІТІ» телеканалу СІТІ.
2008 - головний редактор телеканалу КІНО (нині 2+2).
2010 працювала над запуском каналу Новини ТРК «Україна», як старт-продюсерка. Редактор програми «События».
2011  - 1+1 продюсер авторської програми Олександра Ткаченка Tkachenko.UA.
2012 — продюсерка програми «Табу» з Миколою Вереснем.
З серпня 2013 — керівниця проєктів «1+1 Продакшн»:
- 2013 — продюсерка стрічки про українських заробітчанок в Італії «Жінка банкомат»[1]
- продюсер стрічки про ромів «Циганська кров»[2]
- 2014 — виконавча продюсерка фільму-концерту «Тіна Кароль. Сила любові та голосу»[3]
- креативна продюсерка фільму про захоплення Криму російськими військами «Операція Крим» (нагорода Телетріумф)[4]
- продюсерка циклу «Зима, що нас змінила» канал «1+1»[5]
- продюсер стрічки «Небесна сотня», спільно Вавилон'13 та 1+1 Продакшн[6]
- З червня 2015 — ведуча авторського проєкту «Патріот.ua з Наталкою Якимович» на каналі 2+2[7]
- З жовтня 2015 продюсерка-фрилансерка.
- З 26 жовтня 2016 року ведуча програми «16+» в ефірах авторського проєкту Романа Скрипіна — skrypin.ua.
- З 2018 – 2022рр. генеральна продюсерка кабельних каналів Film.ua Group.
- 2018 – 2020 авторка та ведуча проєкту «До 36 і старше» каналу 36.6tv.
- 2019 — авторка ідеї та продюсерка серіалу «Борщ. Секретний інгредієнт»[8], що виходив на каналі 1+1
- 2020 — продюсерка документального фільму «Борщ. Секретний інгредієнт» Film.UA
- 2021 – продюсерка циклу документальних фільмів про медичну реформу "Я лікар"
- 2022 – живе і працює журналісткою в Берліні
- 2023 – відкрила в Берліні українську галерею Serpen Gallery